# Lamar Hunt U.S. Open Cup 2013
La Lamar Hunt U.S. Open Cup 2013 è stata la centesima edizione della coppa nazionale statunitense. È iniziata il 7 maggio 2013 e si è conclusa il 1º ottobre 2013.
Il torneo è stato vinto dal D.C. United che ha battuto in finale il Real Salt Lake per 1-0.

## Squadre partecipanti

### MLS
- Chicago Fire
- Chivas USA
- Colorado Rapids
- Columbus Crew
- D.C. United
- FC Dallas
- Houston Dynamo
- LA Galaxy

- N.E. Revolution
- N.Y. Red Bulls
- Philadelphia Union
- Portland Timbers
- Real Salt Lake
- S.J. Earthquakes
- Seattle Sounders
- Sporting K.C.

### NASL
- Atlanta Silverbacks
- Carolina RailHawks
- Ft. Lauderdale Strikers

- Minnesota Utd
- S.A. Scorpions
- T.B. Rowdies

### USL Pro
- Charleston Battery
- Charlotte Eagles
- Dayton Dutch Lions
- Harrisburg City I.
- Los Angeles Blues
- Orlando City

- Phoenix FC
- Richmond Kickers
- Pittsburgh Riverhounds
- Rochester Rhinos
- VSI Tampa Bay
- Wilmington Hammerheads

### NPSL
- Brooklyn Italians
- Chattanooga FC
- FC Hasental
- Georgia Revolution

- Lehigh Valley United
- Madison 56ers
- N.Y. Red Bulls U23
- Sacramento Gold

### PDL
- Austin Aztex
- Carolina Dynamo
- Des Moines Menace
- FC Tucson
- GPS Portland Phoenix
- Laredo Heat
- Michigan Bucks
- Ocala Stampede

- Ocean City Nor'easters
- Orlando City U23
- Portland Timbers U23
- Reading Utd
- Real Colorado Foxes
- River City Rovers
- S. Sounders U-23
- Ventura C.F.

### USASA
- Dearborn Stars SC
- Doxa Italia
- Icon FC
- Massachusetts Premier Soccer

- North Texas Rayados
- PSA Elite
- Red Force
- RWB Adria

### USCS
- Fresno Fuego Future

### USSSA
- Colorado Rovers

## Date
| Turno             | Data              |
| ----------------- | ----------------- |
| Turno preliminare | 7 maggio 2013     |
| Primo turno       | 14-15 maggio 2013 |
| Secondo turno     | 21 maggio 2013    |
| Terzo turno       | 28-29 maggio 2013 |
| Quarto turno      | 12-13 giugno 2013 |
| Quarti di finale  | 26 giugno 2013    |
| Semifinali        | 7 agosto 2013     |
| Finale            | 1º ottobre 2013   |

## Risultati
Fonte: TheCup.us

### Turno preliminare
Si è disputato martedì 7 maggio 2013.
| Squadra 1           | Risultato       | Squadra 2          |
| ------------------- | --------------- | ------------------ |
| Colorado Rovers     | 1 - 1 (3-5 dcr) | Georgia Revolution |
| Fresno Fuego Future | 3 - 5           | FC Hasental        |

### Primo turno
Si è giocato martedì 14 e mercoledì 15 maggio 2013.
| Squadra 1              | Risultato       | Squadra 2                    |
| ---------------------- | --------------- | ---------------------------- |
| Georgia Revolution     | 4 - 3           | Real Colorado Foxes          |
| Portland Timbers U23   | 3 - 2           | Sacramento Gold              |
| Carolina Dynamo        | 4 - 4 (4-1 dcr) | Chattanooga FC               |
| Ventura C.F.           | 3 - 2           | FC Hasental                  |
| Laredo Heat            | 2 - 0           | PSA Elite                    |
| FC Tucson              | 2 - 1           | Phoenix FC                   |
| Austin Aztex           | 3 - 0           | North Texas Rayados          |
| Orlando City U23       | 1 - 1 (3-5 dcr) | VSI Tampa Bay FC             |
| S. Sounders U-23       | 5 - 1           | Doxa Italia                  |
| Dayton Dutch Lions     | 3 - 0           | River City Rovers            |
| Michigan Bucks         | 0 - 2           | Dearborn Stars SC            |
| Des Moines Menace      | 1 - 0           | Madison 56ers                |
| Red Force              | 2 - 4           | Ocala Stampede               |
| Brooklyn Italians      | 1 - 4           | Icon FC                      |
| Ocean City Nor'easters | 2 - 0           | N.Y. Red Bulls U23           |
| Pittsburgh Riverhounds | 1 - 1 (5-4 dcr) | RWB Adria                    |
| GPS Portland Phoenix   | 2 - 0           | Massachusetts Premier Soccer |
| Reading Utd            | 2 - 0           | Lehigh Valley United         |

### Secondo turno
Si è svolto martedì 21 maggio 2013.
| Squadra 1               | Risultato       | Squadra 2              |
| ----------------------- | --------------- | ---------------------- |
| Georgia Revolution      | 2 - 3           | Atlanta Silverbacks    |
| Portland Timbers U23    | 0 - 1           | Charleston Battery     |
| Carolina RailHawks      | 3 - 1           | Carolina Dynamo        |
| Los Angeles Blues       | 5 - 1           | Ventura C.F.           |
| Ft. Lauderdale Strikers | 1 - 1 (7-6 dcr) | Laredo Heat            |
| S.A. Scorpions          | 2 - 2 (3-4 dcr) | FC Tucson              |
| Austin Aztex            | 0 - 2           | Wilmington Hammerheads |
| VSI Tampa Bay FC        | 1 - 2           | T.B. Rowdies           |
| Charlotte Eagles        | 3 - 0           | S. Sounders U-23       |
| Dayton Dutch Lions      | 4 - 1 (dts)     | Dearborn Stars SC      |
| Minnesota Utd           | 0 - 1           | Des Moines Menace      |
| Ocala Stampede          | 1 - 2           | Orlando City           |
| Richmond Kickers        | 4 - 1           | Icon FC                |
| Ocean City Nor'easters  | 1 - 0           | Pittsburgh Riverhounds |
| Rochester Rhinos        | 1 - 0           | GPS Portland Phoenix   |
| Reading Utd             | 1 - 0           | Harrisburg City I.     |

### Terzo turno
Si è disputato martedì 28 e mercoledì 29 maggio 2013.
| Squadra 1               | Risultato       | Squadra 2              |
| ----------------------- | --------------- | ---------------------- |
| Real Salt Lake          | 3 - 2 (dts)     | Atlanta Silverbacks    |
| Charleston Battery      | 1 - 0           | S.J. Earthquakes       |
| Carolina RailHawks      | 2 - 0           | LA Galaxy              |
| Los Angeles Blues       | 1 - 2           | Chivas USA             |
| Ft. Lauderdale Strikers | 0 - 2           | FC Dallas              |
| Houston Dynamo          | 2 - 0           | FC Tucson              |
| Portland Timbers        | 5 - 1           | Wilmington Hammerheads |
| T.B. Rowdies            | 1 - 0           | Seattle Sounders       |
| Charlotte Eagles        | 0 - 2           | Chicago Fire           |
| Columbus Crew           | 2 - 1           | Dayton Dutch Lions     |
| Sporting K.C.           | 2 - 0           | Des Moines Menace      |
| Orlando City            | 3 - 1           | Colorado Rapids        |
| Richmond Kickers        | 0 - 0 (2-4 dcr) | D.C. United            |
| Philadelphia Union      | 2 - 1           | Ocean City Nor'easters |
| Rochester Rhinos        | 1 - 5           | N.E. Revolution        |
| N.Y. Red Bulls          | 2 - 0           | Reading Utd            |

### Quarto turno
Si è giocato mercoledì 12 e giovedì 13 giugno 2013.
| Squadra 1          | Risultato   | Squadra 2          |
| ------------------ | ----------- | ------------------ |
| Real Salt Lake     | 5 - 2 (dts) | Charleston Battery |
| Carolina RailHawks | 3 - 1 (dts) | Chivas USA         |
| FC Dallas          | 3 - 0       | Houston Dynamo     |
| Portland Timbers   | 2 - 0       | T.B. Rowdies       |
| Chicago Fire       | 2 - 1       | Columbus Crew      |
| Sporting K.C.      | 0 - 1       | Orlando City       |
| D.C. United        | 3 - 1       | Philadelphia Union |
| N.E. Revolution    | 4 - 2       | N.Y. Red Bulls     |

### Tabellone
|  | Quarti di finale   | Quarti di finale   | Quarti di finale |                  |                | Semifinali     | Semifinali | Semifinali |  |  | Finale | Finale | Finale |  |
|  |                    |                    |                  |                  |                |                |            |            |  |  |        |        |        |  |
|  | Real Salt Lake     | Real Salt Lake     | 3                |                  |                |                |            |            |  |  |        |        |        |  |
|  | Real Salt Lake     | Real Salt Lake     | 3                |                  |                |                |            |            |  |  |        |        |        |  |
|  | Carolina RailHawks | Carolina RailHawks | 0                |                  |                |                |            |            |  |  |        |        |        |  |
|  | Carolina RailHawks | Carolina RailHawks | 0                |                  | Real Salt Lake | Real Salt Lake | 2          |            |  |  |        |        |        |  |
|  |                    |                    |                  |                  | Real Salt Lake | Real Salt Lake | 2          |            |  |  |        |        |        |  |
|  |                    |                    | Portland Timbers | Portland Timbers | 1              |                |            |            |  |  |        |        |        |  |
|  | FC Dallas          | FC Dallas          | Portland Timbers | Portland Timbers | 1              | 2              |            |            |  |  |        |        |        |  |
|  | FC Dallas          | FC Dallas          |                  |                  |                |                |            |            |  |  |        |        |        |  |
|  | Portland Timbers   | Portland Timbers   | 3                |                  |                |                |            |            |  |  |        |        |        |  |
|  | Portland Timbers   | Portland Timbers   | 3                |                  | Real Salt Lake | Real Salt Lake | 0          |            |  |  |        |        |        |  |
|  |                    |                    |                  |                  |                |                |            |            |  |  |        |        |        |  |
|  |                    |                    | D.C. United      | D.C. United      | 1              |                |            |            |  |  |        |        |        |  |
|  | Chicago Fire       | Chicago Fire       | D.C. United      | D.C. United      | 1              | 5              |            |            |  |  |        |        |        |  |
|  | Chicago Fire       | Chicago Fire       |                  |                  |                |                |            |            |  |  |        |        |        |  |
|  | Orlando City       | Orlando City       | 1                |                  |                |                |            |            |  |  |        |        |        |  |
|  | Orlando City       | Orlando City       | 1                |                  | Chicago Fire   | Chicago Fire   | 0          |            |  |  |        |        |        |  |
|  |                    |                    |                  |                  | Chicago Fire   | Chicago Fire   | 0          |            |  |  |        |        |        |  |
|  |                    |                    | D.C. United      | D.C. United      | 2              |                |            |            |  |  |        |        |        |  |
|  | D.C. United        | D.C. United        | D.C. United      | D.C. United      | 2              | 3              |            |            |  |  |        |        |        |  |
|  | D.C. United        | D.C. United        |                  |                  |                |                |            |            |  |  |        |        |        |  |
|  | N.E. Revolution    | N.E. Revolution    | 1                |                  |                |                |            |            |  |  |        |        |        |  |

Fonte: TheCup.us

### Quarti di finale
Si sono disputati mercoledì 26 giugno 2013.
| Squadra 1      | Risultato | Squadra 2          |
| -------------- | --------- | ------------------ |
| Real Salt Lake | 3 - 0     | Carolina RailHawks |
| FC Dallas      | 2 - 3     | Portland Timbers   |
| Chicago Fire   | 5 - 1     | Orlando City       |
| D.C. United    | 3 - 1     | N.E. Revolution    |

### Semifinali
Si sono svolte mercoledì 7 agosto 2013.
| Squadra 1      | Risultato | Squadra 2        |
| -------------- | --------- | ---------------- |
| Real Salt Lake | 2 - 1     | Portland Timbers |
| Chicago Fire   | 0 - 2     | D.C. United      |

### Finale
| Arbitro: | Juan Guzman |

|  |           |          |
|  | Marcatori | 45’ Neal |